# Erbbegräbnisstätte der Familie von Treskow-Friedrichsfelde

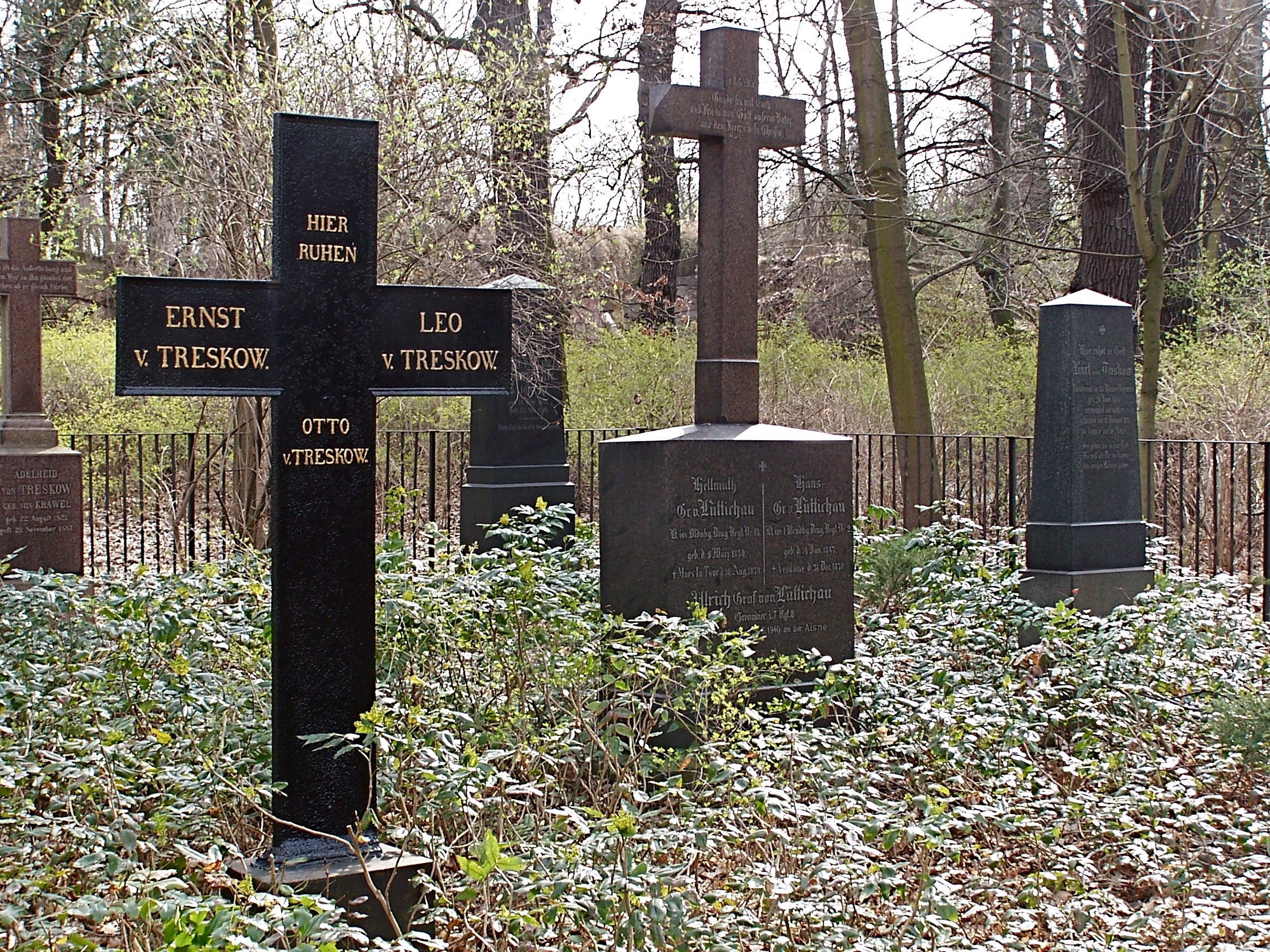
Erbbegräbnisstätte in Berlin-Friedrichsfelde

Die Erbbegräbnisstätte der Familie von Treskow-Friedrichsfelde ist ein Familienfriedhof, der heute auf dem Gelände des Tierparks im Berliner Ortsteil Friedrichsfelde liegt und unter Denkmalschutz steht. Er hat eine Grundfläche von 96 m² und wurde 1821 von Carl Sigismund von Treskow angelegt.

## Geschichte
Der Familienfriedhof derer zu Treskow, der Gutsbesitzer von Friedrichsfelde, wurde 1821 vom Stammvater des Friedrichsfelder Familienzweigs Carl von Treskow (1787–1846) mit dem Grab für seinen Sohn Leo von Treskow angelegt, der nur etwas mehr als drei Monate lebte (3. Mai 1821 bis 26. August 1821). Carl von Treskow erwarb das Gut Friedrichsfelde 1816 und war seitdem mit seiner Frau Julie Marie von Treskow, geborene Jouanne (1791–1852) hier ansässig. Er selbst starb 1846 und wurde, ebenso wie seine Frau sechs Jahre später, auf dem Familienfriedhof beerdigt. Auch seine Söhne und Enkel sowie deren Ehepartner fanden hier ihre letzte Ruhe, sodass seit der Schließung des privaten Begräbnisplatzes im Jahr 1945 fünfzehn Gräber vorhanden sind. Dazu gehören auch drei Gefallenendenkmäler für Mitglieder der eingeheirateten Familie Graf von Lüttichau. Von den in der Anlage bestatteten Personen besonders zu erwähnen sind der Gutsbesitzer und Landrat des Kreises Nieder-Barnim, Sigismund von Treskow-Friedrichsfelde (1864–1945), sowie der Direktor der Junkers Flugzeugwerke, Manfred von Sydow (1895–1943). Letzterer war ein Ur-Ur-Enkel Wilhelm von Humboldts und hatte 1935 im Friedrichsfelder Schloss Ursula von Sydow (geb. Treskow-Criegern, 1910–2000), Nichte und Adoptivtochter von Sigismund, geheiratet, der er nach seinem Tod das Gut vermacht hat.
Seit dem Bau des Tierparks befindet sich die Erbbegräbnisstätte auf dessen Gelände und wird von der Tierparkverwaltung gepflegt. Ein Metallzaun grenzt den Friedhof vom übrigen Gebiet des Tierparks ab, sodass ein direkter Zugang für Besucher nicht möglich ist.
Aus Anlass des 750. Jahrestages des Ortsteils Friedrichsfelde und des 330-jährigen Jubiläums des Schlosses Friedrichsfelde wurde die Grabanlage im Jahr 2015 restauriert und mit einer großen Informationstafel versehen.